# Kamow Ka-32

Koaxialrotor in Bewegung

Der Kamow Ka-32 (russisch Камов Ка-32, NATO-Codename „Helix-C“, deutsch Spirale) ist ein mittelschwerer ziviler Hubschrauber des sowjetischen, heute russischen Herstellers Kamow.

## Entwicklung
Der Ka-32 wurde aus dem bordgestützten U-Boot-Jäger Kamow Ka-27 abgeleitet und flog erstmals 1973. Im Jahr 2004 standen in Russland und diversen westlichen Staaten 150 Einheiten im Einsatz. Das Modell wird weiterhin produziert, die neueste Version hat die Modellbezeichnung Ka-32A11WS.
Der Ka-32 besitzt die typischen Merkmale der Kamow-Hubschrauber: Einen kompakten, bulligen Rumpf und den koaxialen, gegenläufigen Doppelrotor.  Sehr robust gebaut und mit leistungsfähigen Gasturbinen ausgerüstet, ist er besonders für den Einsatz unter erschwerten Bedingungen geeignet. Zum Einsatz kommt der Ka-32 bei der Versorgung von Außenstationen oder Ölplattformen, bei Transporten von schweren externen Lasten und bei Such- und Rettungseinsätzen.
Aufgrund der speziellen Leistungsmerkmale fand der Ka-32 auch in westlichen Staaten Abnehmer. So setzt die schweizerische Heliswiss zwei Einheiten des Ka-32 A11 BC ein.
Ein Bordhubschrauber dieses Typs vom Eisbrecher Xue Long wurde im Januar 2014 bei einer Bergungsaktion in der Antarktis eingesetzt. Dabei wurden 52 im Packeis eingeschlossene Touristen von der Akademik Shokalskiy zur Aurora Australis (Schiff) geflogen.

## Varianten
- Ka-32A – Dies ist die nach FAR-29 zugelassene Transportvariante des Ka-32T.
- Ka-32A1 – Diese für Waldbrand und Feuerbekämpfung ausgelegte Variante kann mit einem Löschwasser-Außenlastbehälter eingesetzt werden.
- Ka-32A2 – Für Polizeieinheiten entwickelte Variante mit zwei Suchscheinwerfern und Lautsprechern.
- Ka-32A3 – Als SAR-Hubschrauber konzipierte Variante für Bergungen und Evakuierungen im großen Rahmen.
- Ka-32A7 – Diese für paramilitärische Einheiten entwickelte Variante des Ka-27PS kann an Aufhängestationen und im Bug bewaffnet werden.
- Ka-32A11BC – Die von der EASA zugelassene zivile Variante
- Ka-32A11M – Moderne Feuerlösch-Variante mit einem Wassertank im Inneren des Hubschraubers und verbesserten Triebwerken
- Ka-32A12 – Speziell in der Schweiz nach BAZL-Zulassungskriterien zugelassene zivile Variante
- Ka-32K – Kranvariante mit spezieller Kuppel unter dem Rumpf für einen zweiten Piloten, der den Hubschrauber beim Kraneinsatz steuern kann
- Ka-32S – Instrumentenflug-taugliche Variante für schlechte Wetterverhältnisse in arktischen Regionen, wird auf Eisbrechern eingesetzt.
- Ka-32T – Standard-Transportvariante mit Basis-Fluginstrumentierung nach russischem Standard

## Militärische Nutzer

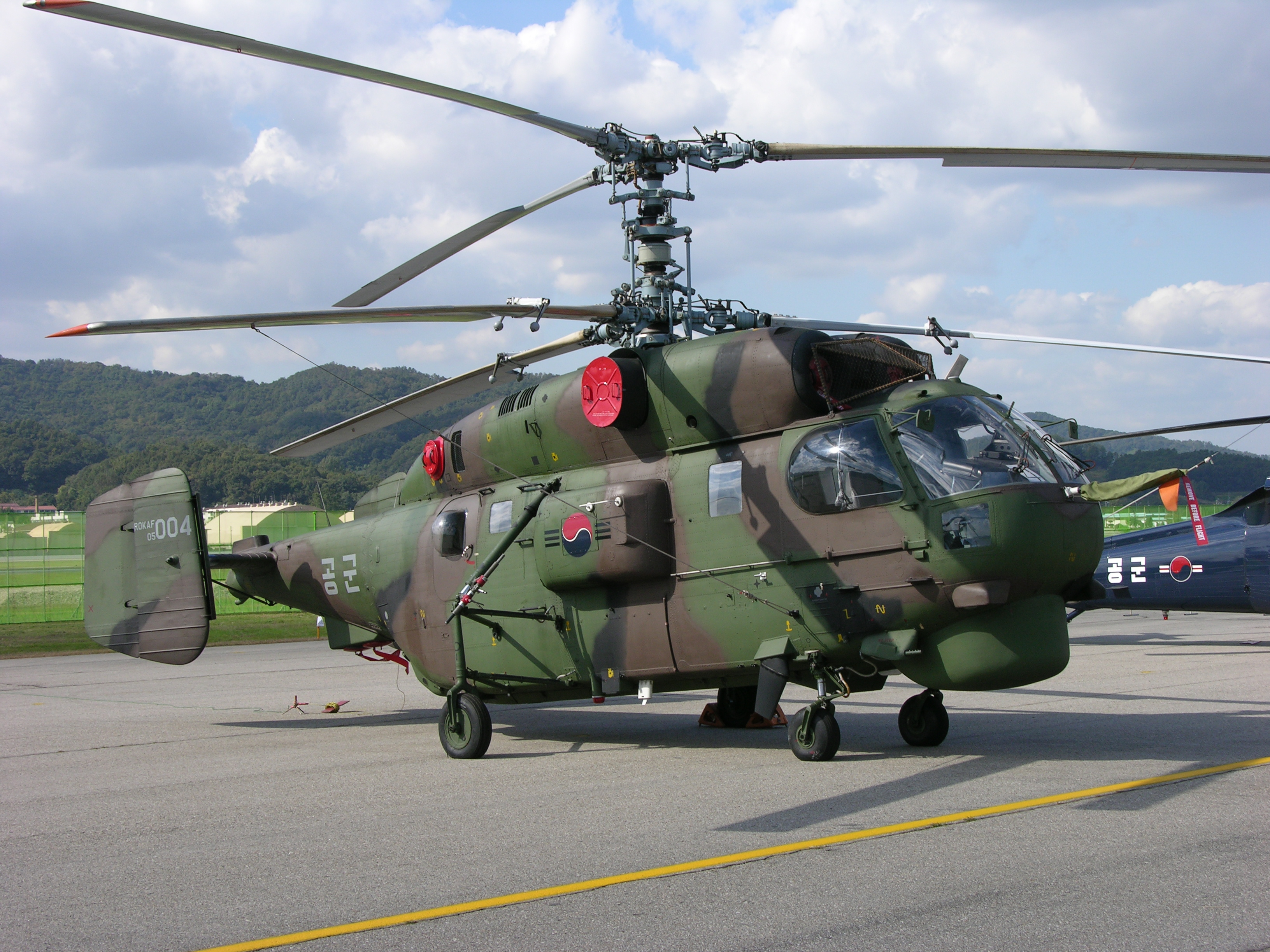
Ein Kamow Ka-32T der südkoreanischen Luftwaffe im Jahr 2005

Algerien
- Algerische Luftwaffe
- 4 × Ka-32S/T
- Algerische Marine
- 3 × Ka-32T

 Südkorea
- Südkoreanische Luftwaffe
- 7 × Ka-32S

 Laos
- Laotische Streitkräfte
- 2 × Ka-32

 Vietnam
- Vietnamesische Luftstreitkräfte
- 2 × Ka-32

## Technische Daten

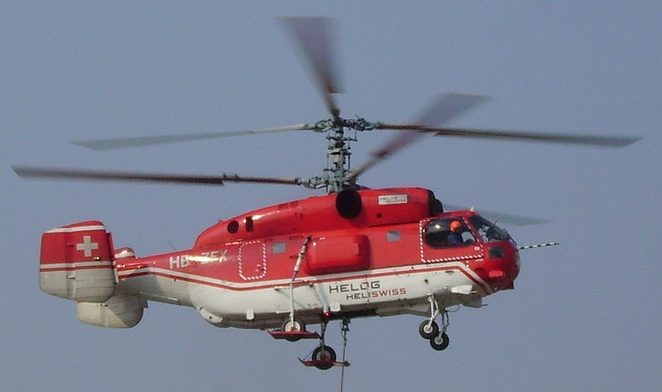
Kamow Ka-32 bei Transportarbeiten

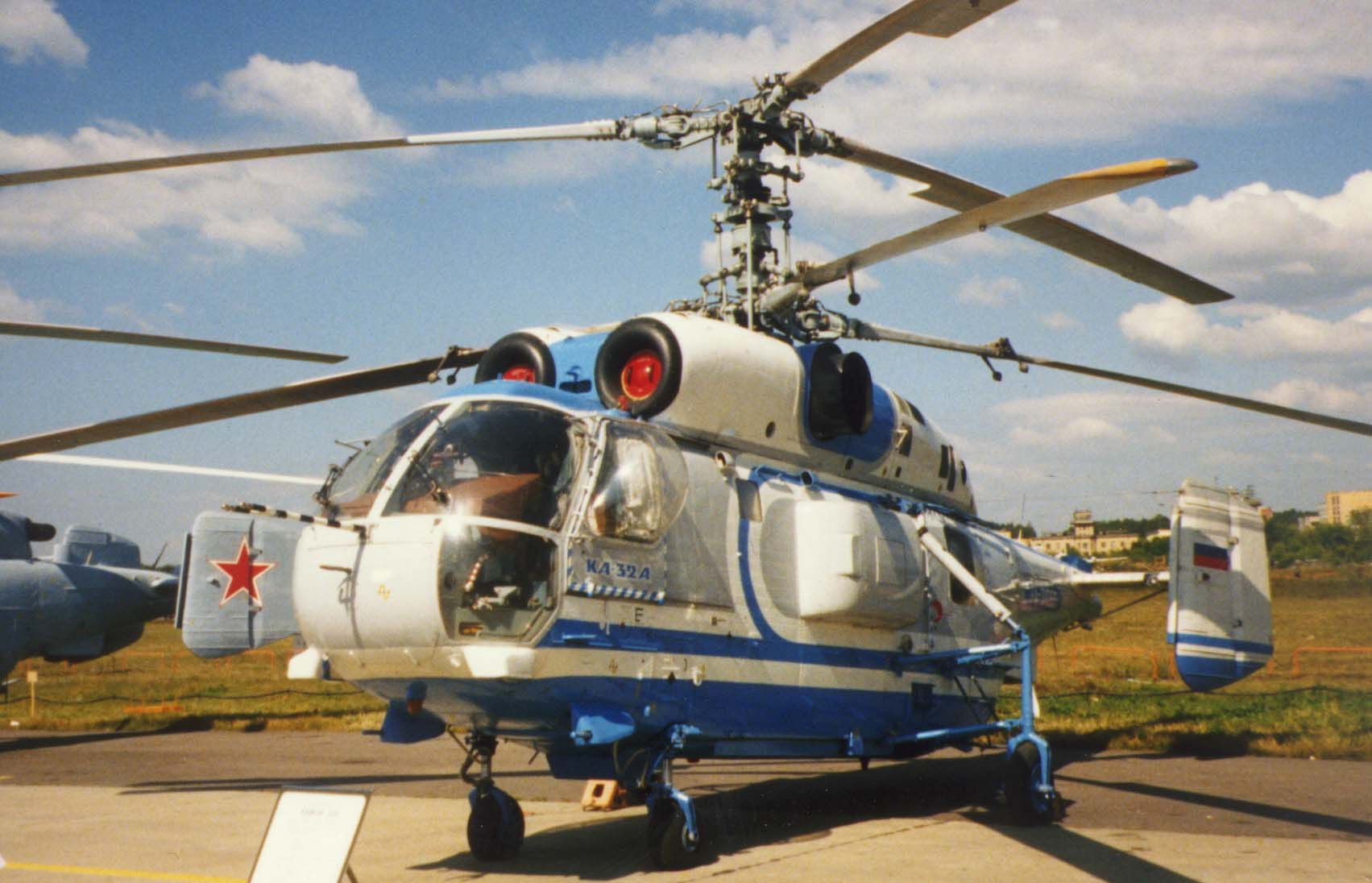
Ka-32A

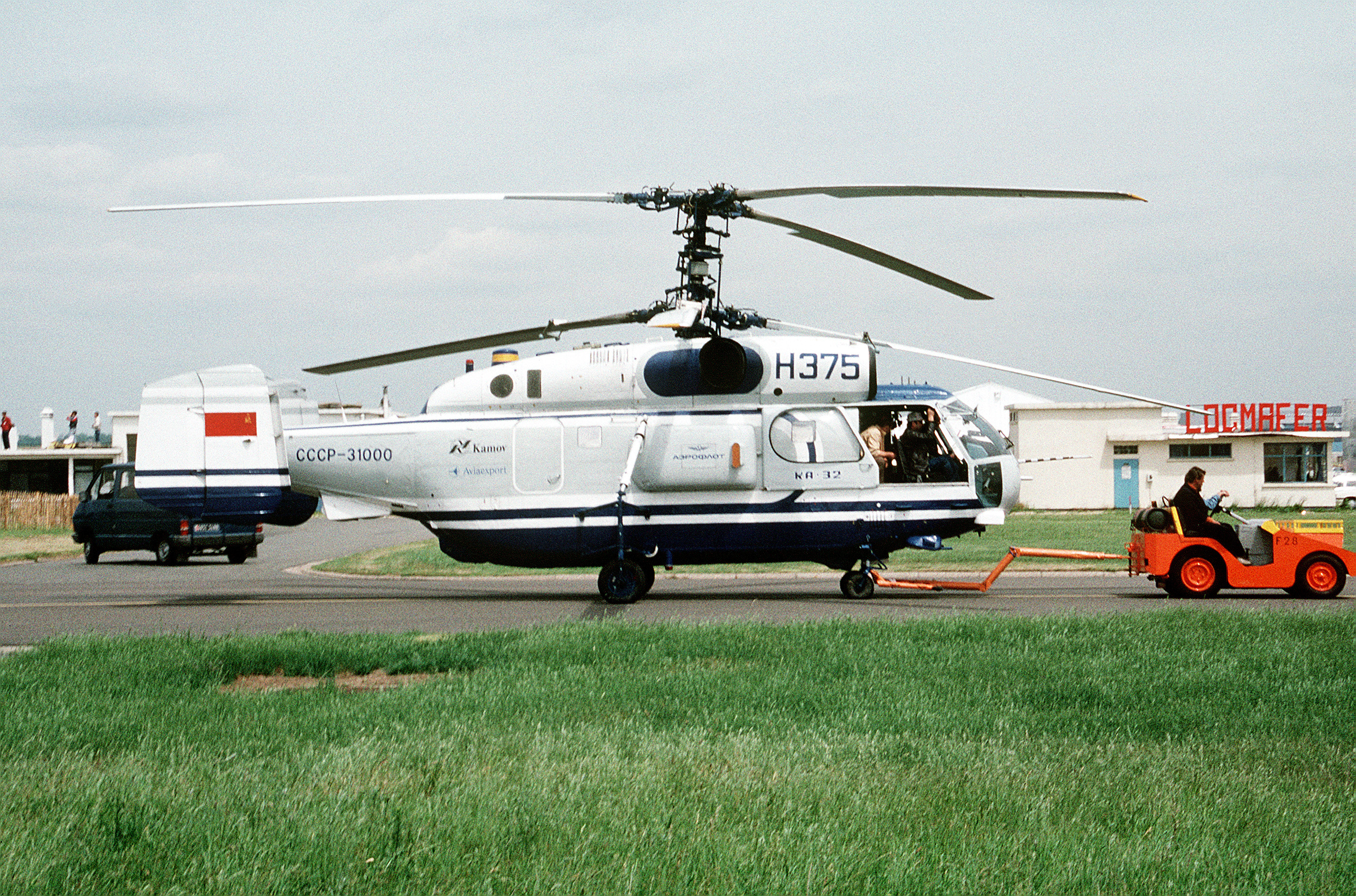
Ka-32T im Juni 1991

| Kenngröße             | Daten                                                                             |
| --------------------- | --------------------------------------------------------------------------------- |
| Besatzung             | 1–3                                                                               |
| Passagiere            | 16                                                                                |
| Rotordurchmesser      | jeweils 15,90 m                                                                   |
| Länge                 | 11,22 m                                                                           |
| Höhe                  | 5,45 m                                                                            |
| Leermasse             | 6.920 kg                                                                          |
| Startmasse            | max. 11.000 kg (mit interner Nutzlast) und max. 12.700 kg (mit externer Nutzlast) |
| Nutzlast              | innen 3.700 kg / außen 5.000 kg                                                   |
| Höchstgeschwindigkeit | 250 km/h                                                                          |
| Reisegeschwindigkeit  | 230 km/h                                                                          |
| Dienstgipfelhöhe      | 6.000 m                                                                           |
| statische Gipfelhöhe  | 5.000 m                                                                           |
| Reichweite            | 850 km mit 1.500 kg Nutzlast                                                      |
| max. Flugdauer        | 4,5 Stunden                                                                       |
| Triebwerke            | zwei Hubschrauberturbinen Klimow TW3-117WMA                                       |
| Leistung              | je 1663 kW (2.225 PS)                                                             |
| Hilfstriebwerk (APU)  | АИ-9                                                                              |